# Гриффит, Мелани
Ме́лани Ри́чардс Гри́ффит (англ. Melanie Richards Griffith; род. 9 августа 1957) — американская актриса кино и телевидения. Обладательница премии «Золотой глобус», а также номинантка на «Оскар» и «Эмми».

## Ранняя жизнь
Мелани — единственный ребёнок актрисы и фотомодели Типпи Хедрен, среди предков которой — шведы, немцы и норвежцы, и старший ребёнок Питера Гриффита, имеющего английское происхождение. Её мать прославилась своими ролями в фильмах Хичкока «Птицы» и «Марни». Родители Мелани развелись, когда ей было 4 года. Её отец вступил в повторный брак, в котором у него родились двое детей: актриса Трейси Гриффит (известная по роли в фильме «Лагерь вечных снов 3») и художник по декорациям Клей Гриффит.

## Карьера
Первой ролью Мелани стал рекламный ролик, в котором она снялась в возрасте 9 месяцев. Имея несколько мелких ролей за спиной, Мелани получает серьёзную роль в фильме Артура Пенна «Ночные ходы» (1975).
Из-за наркотиков карьера Гриффит прервалась почти на десять лет. Её возвращение началось благодаря фильму Брайана Де Пальмы «Двойник тела». Этот фильм привел её к звёздной роли в фильме «Дикая штучка». Следующим шагом ко всеобщему признанию стал фильм «Деловая девушка». За эту роль она получила «Золотой глобус» как лучшая комедийная актриса и была номинирована на премию «Оскар». Ещё один фильм, «Двое — это слишком» (1995) сыграл важную роль в её личной жизни: на съёмках она познакомилась с Антонио Бандерасом, за которого впоследствии вышла замуж.
Снимается Гриффит и в телевизионных проектах. В 1999 году компания кабельного телевидения HBO пригласила её на роль в телефильме «Проект 281».
В 2003 году Гриффит решила попробовать себя в новом качестве. Она дебютировала в мюзикле «Чикаго» в роли Рокси. Интересно, что в этот же момент Антонио Бандерас играл в другом мюзикле — «Девять», причём его театр находился буквально через дорогу. Несмотря на то, что Гриффит только недавно начала петь и танцевать, она получила колонку театрального критика в «Нью-Йорк Таймс» и, как следствие, внимание зрителей.

## Личная жизнь

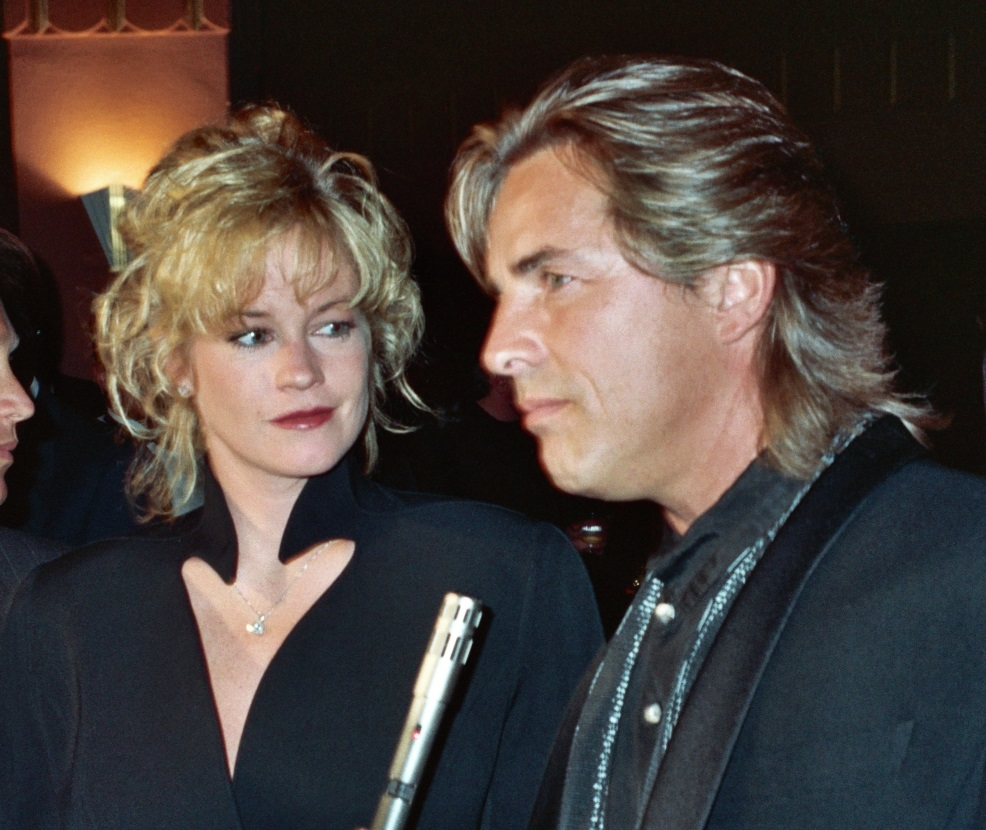
Гриффит и Дон Джонсон. Сентябрь 1990 года

В возрасте 14 лет Гриффит начала встречаться с 22-летним Доном Джонсоном, коллегой её матери по фильму «Харрадский эксперимент». Они поженились в январе 1976, но развелись в июле того же года. Позже ей приписывали романы с актёрами Джеком Николсоном, Уорреном Битти и Райаном О’Нилом. В своей автобиографии дочь последнего, Татум О’Нил, утверждала, что Гриффит втянула её в оргию с Марией Шнайдер и мужчиной-парикмахером, в то время, как сама Мелани встречалась с её отцом.
8 сентября 1981 года Гриффит вышла замуж за актёра Стивена Бауэра, с которым вместе снималась в фильме «Армейская история». Их сын, Александр Гриффит Бауэр, родился 22 августа 1985 года. Пара развелась в июле 1989 года после продолжительного расставания. После их разрыва у Гриффит были проблемы с кокаином и алкоголем.
В 1988 году, после завершения курса реабилитации, Гриффит снова сошлась с Доном Джонсоном; они поженились во второй раз 26 июня 1989 года. Их дочь, Дакота Джонсон, родилась 4 октября 1989 года. Гриффит и Джонсон разошлись в марте 1994 года, однако позже вновь ненадолго примирились и окончательно разошлись в мае 1995 года.
На съёмках фильма «Двое — это слишком» Гриффит познакомилась с актёром Антонио Бандерасом. После того, как их разводы были завершены (Мелани разводилась с Джонсоном, а Бандерас со своей супругой Аной Лесой), они поженились 14 мая 1996 года. Их дочь, Стелла дель Кармен Бандерас Гриффит, родилась 24 сентября 1996 года.
В 2000 году Гриффит прошла курс реабилитации от зависимости болеутоляющими препаратами. Она прошла ещё один, трёхмесячный, курс реабилитации в 2009 году, который её биограф назвал «плановой проверкой». В декабре того же года Гриффит перенесла операцию по удалению рака кожи. В сентябре 2017 года стало известно, что Гриффит перенесла ещё одну операцию, связанную с раком кожи — на этот раз ей удалили базалиому с носа. В октябре 2017 года Гриффит призналась, что уже более двадцати лет страдает эпилепсией, однако точный диагноз ей был поставлен только в 2011 году.
В июне 2014 года Гриффит и Бандерас объявили о своём намерении развестись, отметив, что развод пройдёт «в дружеской и любящей манере». В качестве причины развода были указаны «непримиримые разногласия». Развод был завершён в декабре 2015 года. Бандерас заявил, что всегда будет любить Гриффит; они вместе снялись в фильме «Страховщик» (2014), съёмки которого проходили во время их бракоразводного процесса.

## Фильмография
| Год  | Русское название                       | Оригинальное название               | Персонаж                          |
| ---- | -------------------------------------- | ----------------------------------- | --------------------------------- |
| 1975 | Ночные ходы                            | Night Moves                         | Делли Грастнер                    |
| 1975 | Подмокшее дело                         | The Drowning Pool                   | Скайлер Деверекс                  |
| 1975 | Улыбка                                 | Smile                               | Карен Лов                         |
| 1977 | Сад                                    | Gan, Ha                             | молодая девушка                   |
| 1977 | Один на одного                         | One on One                          | автостопщица                      |
| 1977 | Развлекательная поездка                | Joyride                             | Сюзи                              |
| 1978 | Папа, я не люблю так делать            | Daddy, I Don’t Like It Like This    | девушка в номере отеля            |
| 1978 | Стальной ковбой                        | Steel Cowboy                        | Джонни                            |
| 1981 | Рык                                    | Roar                                | Мелани                            |
| 1981 | Подземные тузы                         | Underground Aces                    | Люси                              |
| 1981 | Создатель звёзд                        | The Star Maker                      | Дон Барнетт Янгблад               |
| 1981 | Теперь она в армии                     | She’s in the Army Now               | рядовой Силви Ноулл               |
| 1981 | Золотые ворота                         | Golden Gate                         | Карен                             |
| 1984 | Город страха                           | Fear City                           | Лоретта                           |
| 1984 | Подставное тело                        | Body Double                         | Холли Боди                        |
| 1985 | Альфред Хичкок представляет            | Alfred Hitchcock Presents           | девушка (сегмент «Мужчина с юга») |
| 1986 | Дикая штучка (Чертовщина)              | Something Wild                      | Одри Ханкел (Лулу)                |
| 1987 | Полиция Майами. Отдел нравов           | Miami vice (3 сезон 20 серия)       | Кристин ван Марбург               |
| 1987 | Черри 2000                             | Cherry 2000                         | Эдит ‘Э.’ Джонсон                 |
| 1988 | Война на бобовом поле в Милагро        | The Milagro Beanfield War           | Флосси Девайн                     |
| 1988 | Грозовой понедельник                   | Stormy Monday                       | Кейт                              |
| 1988 | Деловая девушка                        | Working Girl                        | Тэсс Макгилл                      |
| 1990 | Женщины и мужчины: Истории соблазнения | Women and Men: Stories of Seduction | Хэдли                             |
| 1990 | Сильные духом                          | In the Spirit                       | Лурин                             |
| 1990 | Тихоокеанские высоты                   | Pacific Heights                     | Патти Палмер                      |
| 1990 | Костёр тщеславия                       | The Bonfire of the Vanities         | Мария Раскин                      |
| 1991 | Рай                                    | Paradise                            | Лили Рид                          |
| 1992 | Свет во тьме                           | Shining Through                     | Линда Восс                        |
| 1992 | Чужая среди нас                        | A Stranger Among Us                 | Эмили Иден                        |
| 1993 | Уроки любви (Не вчера родилась)        | Born Yesterday                      | Билли Дон                         |
| 1994 | Мелочь (Карманные деньги)              | Milk Money                          | Ви                                |
| 1994 | Без дураков                            | Nobody’s Fool                       | Тоби Роубак                       |
| 1995 | Девушки с Дикого Запада                | Buffalo Girls                       | Дора Дюфран                       |
| 1995 | Время от времени                       | Now and Then                        | Тина ‘Тини’ Терселл               |
| 1995 | Двое — это слишком                     | Two Much                            | Бетти Кернер                      |
| 1996 | Скала Малхолланд                       | Mulholland Falls                    | Катерин Хувер                     |
| 1997 | Другой день в раю                      | Another Day in Paradise             | Сид                               |
| 1997 | Лолита                                 | Lolita                              | Шарлотта Хейз                     |
| 1998 | Заговор                                | Shadow of Doubt                     | Китт Деверекс                     |
| 1998 | Знаменитость                           | Celebrity                           | Николь Оливер                     |
| 1999 | Женщина без правил                     | Crazy in Alabama                    | Лусилл Винсон                     |
| 1999 | Проект 281                             | RKO 281                             | Марион Дейвис                     |
| 2000 | Безумный Сесил Б.                      | Cecil B. DeMented                   | Хани Уитлок                       |
| 2000 | Попутчики                              | Forever Lulu                        | Лулу Макафи                       |
| 2001 | Колледж                                | Tart                                | Дайан Милфорд                     |
| 2002 | Стюарт Литтл 2                         | Stuart Little 2                     | Маргало                           |
| 2003 | Ночь, которую мы назвали днём          | The Night We Called It a Day        | Барбара Маркс                     |
| 2003 | Ловкие руки                            | Shade                               | Ева                               |
| 2003 | Темп                                   | Tempo                               | Сара                              |
| 2005 | Роковое соблазнение                    | Heartless                           | Миранда Уэллс                     |
| 2006 | Сжальтесь над Мерси                    | Have Mercy                          |                                   |
| 2010 | Шевели ластами!                        | Sammy’s Adventures                  | озвучка                           |
| 2012 | Жёлтый                                 | Yellow                              | Патси                             |
| 2012 | Путешественник скорби                  | The Grief Tourist                   | Бетси                             |
| 2013 | Зови меня сумасшедшим                  | Call Me Crazy: A Five Film          | Кристин                           |
| 2014 | Страховщик                             | Autómata                            | Др. Дюпре / Клео, озвучка         |
| 2017 | Пираты Сомали                          | The Pirates of Somalia              | мама Джей Бахадур                 |

## Награды и номинации
| Ассоциация                             | Год  | Категория                                                                 | Работа                         | Результат |
| -------------------------------------- | ---- | ------------------------------------------------------------------------- | ------------------------------ | --------- |
| «Оскар»                                | 1989 | Лучшая женская роль                                                       | Деловая девушка                | Номинация |
| «Золотой глобус»                       | 1975 | Мисс «Золотой глобус»                                                     | н/д                            | Победа    |
| «Золотой глобус»                       | 1985 | Лучшая женская роль второго плана — кинофильм                             | Двойник тела                   | Номинация |
| «Золотой глобус»                       | 1987 | Лучшая женская роль — комедия или мюзикл                                  | Дикая штучка                   | Номинация |
| «Золотой глобус»                       | 1989 | Лучшая женская роль — комедия или мюзикл                                  | Деловая девушка                | Победа    |
| «Золотой глобус»                       | 1996 | Лучшая женская роль второго плана — мини-сериал, телесериал или телефильм | Девушки с Дикого Запада        | Номинация |
| «Золотой глобус»                       | 2000 | Лучшая женская роль второго плана — мини-сериал, телесериал или телефильм | Проект 281                     | Номинация |
| Прайм-тайм премия «Эмми»               | 2000 | Лучшая женская роль второго плана в мини-сериале или фильме               | Проект 281                     | Номинация |
| BAFTA                                  | 1990 | Лучшая женская роль                                                       | Деловая девушка                | Номинация |
| Общество кинокритиков Бостона          | 1989 | Лучшая женская роль                                                       | Деловая девушка                | Победа    |
| Национальное общество кинокритиков США | 1985 | Лучшая женская роль второго плана                                         | Двойник тела                   | Победа    |
| Национальное общество кинокритиков США | 1989 | Лучшая женская роль                                                       | Деловая девушка                | Номинация |
| Круг кинокритиков Нью-Йорка            | 1984 | Лучшая женская роль второго плана                                         | Двойник тела                   | Номинация |
| Круг кинокритиков Нью-Йорка            | 1988 | Лучшая женская роль                                                       | Деловая девушка                | Номинация |
| «Золотая малина»                       | 1991 | Худшая женская роль                                                       | Костёр тщеславия               | Номинация |
| «Золотая малина»                       | 1993 | Худшая женская роль                                                       | Свет во тьме / Чужая среди нас | Победа    |
| «Золотая малина»                       | 1994 | Худшая женская роль                                                       | Уроки любви                    | Номинация |
| «Золотая малина»                       | 1997 | Худшая женская роль                                                       | Двое — это слишком             | Номинация |
| «Золотая малина»                       | 1997 | Худшая женская роль второго плана                                         | Скала Малхолланд               | Победа    |
| «Золотая малина»                       | 2000 | Худшая женская роль                                                       | Женщина без правил             | Номинация |
| «Золотая малина»                       | 2001 | Худшая женская роль                                                       | Безумный Сесил Б.              | Номинация |